# Còmic underground

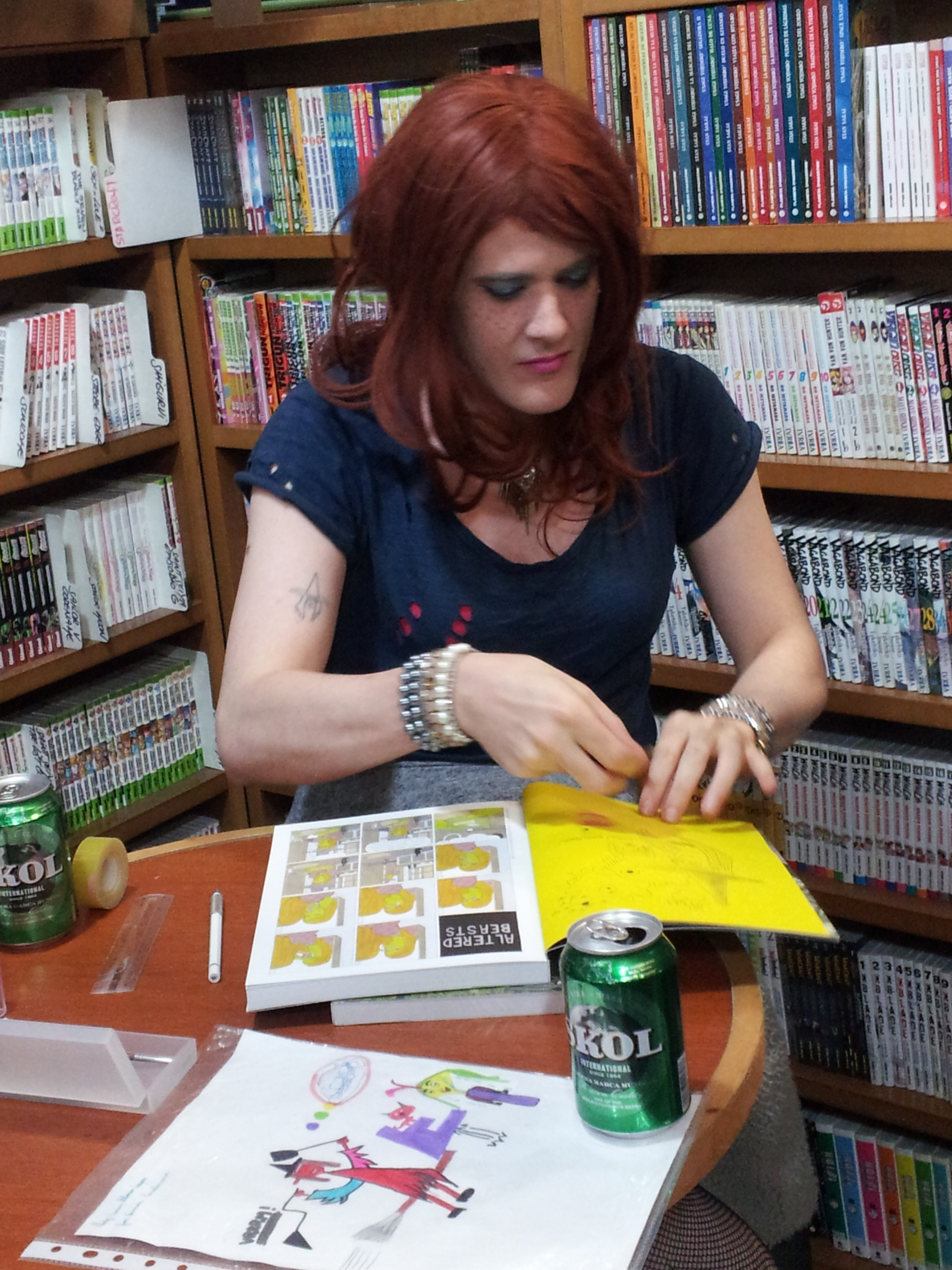
Simon Hanselmann, autor australià de còmic underground.

El comix o còmic underground (en anglès, còmic subterrani) era en origen "merament un concepte tècnic referent als canals d'edició, impressió i distribució de les historietes" que es desenvolupaven al marge de les grans editorials dels Estats Units en els anys 60. Van suposar llavors un autèntic revulsiu per al desenvolupament del còmic en permetre el sorgiment d'"historietes que no seguien els cànons tradicionals, que els contravenien obertament i es dedicaven a minar els sacrosants principis de la societat en què es desenvolupaven".
El terme, en ser transvasat a altres idiomes, va quedar associat als trets formals i temàtics de les historietes publicades en la premsa contracultural d'aquella època, designant també per extensió a la qual s'assembla estilísticament a ella, com la "línia xunga" espanyola, encara que gaudeixi d'una difusió convencional.

## Història

### Desenvolupament als Estats Units (1968-79)
El còmic underground clàssic és un altre dels fenòmens que sacsegen la societat nord-americana de l'època, al costat de "la protesta estudiantil, la defensa dels drets civils, l'oposició a la guerra del Vietnam, l'experimentació amb al·lucinògens, la formació de comunes, la influència de les filosofies orientals, la música com a expressió vital".
El primer comic-book de Zap Comix, obra de Robert Crumb íntegrament, va aparèixer a San Francisco al començament de 1968. Encara que no va ser el primer comic-book underground a ser editat, Zap es va convertir en la principal referència d'aquestes publicacions i la popularitzadora del terme. Altres autors destacats d'aquesta època van ser S. Clay Wilson, Richard Corben, Rick Griffin, Víctor Moscoso, Gilbert Shelton, Dave Sheridan, "Spain" Rodríguez, Frank Stack, Art Spiegelman i Skip Williamson. Com explica Salvador Vázquez de Parga
| « | Prohibits al principi, perseguits alguna vegada, els còmics underground, gràcies al aperturisme social que s'estava experimentant en les societats menys liberals, foren després tolerats i més tard beneïts fins a utilitzar canals de difusió similars a alguns dels quals empraven els còmics oficials, diluint-se finalment entre les publicacions de còmics en general". | » |

El seu llegat, no obstant això, seria perenne, en haver ampliat el ventall temàtic de les historietes. La seva influència, sumada a la de la revista Mad o l'auge de la novel·la gràfica, donaria lloc a més al fenomen del còmic alternatiu a principis dels 80, com evidencien revistes com RAW  (1980) i Weirdo (1981) dels mateixos Art Spiegelman i Robert Crumb, respectivament.

### Ramificacions a Espanya:La línia xunga(1973-92)
A Espanya, mentrestant, el primer underground autòcton va sorgir amb la publicació de fanzins com El Rrollo enmascarado (Barcelona, 1973), seguit l'any següent per Paupérrimus, Catalina, Cantidades, Bazofia, De Quommic i, sobretot, la revista Star; el 1975, pels primers àlbums recopilatoris i pels fanzins Piraña Divina i la polititzada Butifarra!, també a Barcelona, i Ademuz km. 6, a València; el 1976-77, per Cascorro Factory aMadrid. Assoliren tiratges de 7.000 (Bazofia) a 10.000 exemplars (El Carajillo i El Carajillo Vacilón), encara que sovint eren segrestades per les autoritats.
Entre els àlbums editats per Miquel Riera cal destacar Purita (1975), Nasti de plasti, Picadura Selecta i Carajillo, tots de 1976, que representen un pas endavant, pues"a l'amalgama de tendències i influències que es podien apreciar als còmics de l'època precedent, succeeix l'adquisició d'estils propis, molt diferenciats" en cadascun dels autors del grup: Els que provenien de Barcelona, com Farry, Isá, Javier Mariscal, Max, Montesol, Nazario, Onliyú, Pàmies, Pepichek i Roger, i els que provenien de Madrid, com Agust, Ceesepe, El Hortelano, Iñaki, Montxo, Pejo, o Santana.
Molts d'aquests autors es traslladaren posteriorment a El Víbora (Barcelona, 1979); Bésame Mucho (1980) i Makoki (Barcelona, 1982). Foren els mateixos autors d'El Víbora els qui aquell any s'inscriurien en una suposada línia xunga en contraposició a la línia clara defensada per la revista Cairo.
Aquest estil peculiar, sense ser ja pròpiament underground (ja que la seva difusió és massiva) se submergeix en aquesta mena de mons, combativament de carrer i, com afirma el crític Jesús Cuadrado, es caracteritza per la defensa de manifestacions culturals paral·leles com el rock, les comunes, la droga o l'antiimperialisme, atacant els principis de la societat establerta. Per a això, descriuen "de forma sincera i esfereïdora situacions aparentment absurdes i irracionals", generalment protagonitzades per personatges marginals, reproduint el seu llenguatge col·loquial i sense escatimar mencions a la violència, el sexe i la droga amb un "humor, sovint negre i sagnant".
La professora Francesca Lladó és de l'opinió que "aquesta línia (si en realitat pot anomenar-se d'aquesta manera)" "ja des del principi destaca per una clara absència de guions sòlids, els quals, en defecte d'això, es van convertir en una successió d'anècdotes banals o en complicades trames amb abusius elements secundaris", "amb el risc de convertir-se en una acumulació de tòpics".

En qualsevol cas, aquesta línia xunga (també denominada línia dura) comptarà amb autors tan destacats com Ceesepe, Gallardo, Javier Mariscal, Max, Nazario o Onliyú, afirmant el teòric Pablo Dopico, que en els anys 80:
| « | es produeix la seva acceptació social i la seva explotació comercial, aconseguint la seva cota més elevada gràcies a la revista El Víbora i a Cobi, un personatge de Los Garriris, creat per Mariscal, que, sense adonar-se'n, es va convertir en la mascota dels Jocs Olímpics de Barcelona de 1992 | » |

El Víbora acabaria tancant en el gener de 2005, després d'un total de 300 nombres i diversos especials. El seu lema va ser Còmix per a supervivents i certament ha estat la més longeva de totes les revistes del boom del còmic adult a Espanya, només superada per El Jueves.